# 新克雷斯皮
新克雷斯皮（法語：Crespy-le-Neuf）是法国奥布省的一个市镇，属于奥布河畔巴尔区。该市镇2009年时的人口为153人。

## 人口
新克雷斯皮人口变化图示
| 数据来源：INSEE |